# Horten Parabel

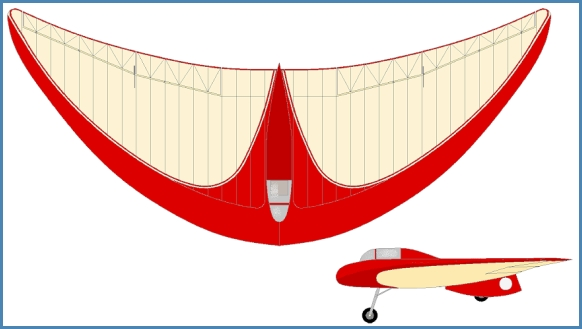

Die Horten Parabel war ein Nurflügel-Gleitflugzeug, das 1938 von den Brüdern Horten gebaut wurde. Eine Flugerprobung konnte aber, infolge von im Winter 1938/39 aufgetretenen witterungsbedingten Schäden, nicht mehr durchgeführt werden.

## Geschichte
Die Horten Parabel wurde im Jahre 1938 von den Gebrüdern Horten gebaut, um die Untersuchungen zur Verringerung des Mitteneffekts fortzuführen. Beim Mitteneffekt hatten sie festgestellt, dass der errechnete Schwerpunkt zu einem zunehmend kopflastigen Verhalten des Flugzeuges bei steigender Geschwindigkeit führte. Bereits mit der Horten H Va wurde das Phänomen untersucht. Diese hatte dafür noch eine in vier gerade Segmente aufgeteilte Flügelvorderkante, die bei der Parabel in einen kontinuierlichen Verlauf ohne Knicke modifiziert wurde. Für die Horten Parabel diente das Samenblatt der Zanonia, wie bei einigen bereits zuvor gebauten Nurflüglern als Vorbild.
Im Winter 1938 veränderte sich die Struktur des Nurflüglers durch Witterungseinflüsse so stark, dass er daraufhin nicht mehr flugfähig war. Nach einer anderen Quelle wurde das Flugzeug nicht geflogen, weil die Flächenbelastung von 5 kg/m² so gering war, dass es in keine Wettbewerbsformel eingegliedert werden konnte. Auch die Theorie, dass die Parabel auf dem Transport zum Rhönwettbewerb 1938 zu Bruch ging, wird publiziert. Nach Green & Swanborough wurde die Parabel erst nach dem Unfall beim Transport zu einem Erprobungsflugplatz über den Winter eingelagert und erlitt dabei noch weitergehende Schäden. Die Gebrüder Horten verbrannten das Unikat anschließend und beendeten die Entwicklungsarbeit an der Parabel. Eine Flugerprobung fand nicht statt.

## Aufbau
Der Nurflügler hatte die Form zweier Parabeln mit stumpfen Scheitelpunkten, die sich an den Tragflächenenden treffen. Die einzige erkennbare Erhöhung des Nurflüglers war das einsitzige geschlossene Cockpit, wobei der Pilot das Flugzeug im Liegen steuern sollte und nur der Kopf in die Cockpitverkleidung ragte. Der Grundriss des Flugzeugs war der Form des Zanonia-Samens sehr ähnlich.

## Technische Daten
| Material Flügel      | Holz        |
| Material Cockpit     | Stahl       |
| Besatzung            | 1           |
| Max. Geschwindigkeit | 164 km/h*   |
| Landegeschwindigkeit | 30 km/h*    |
| Position des Pilots  | Sitzend     |
| Spannweite           | 12 m        |
| Fläche               | 33 m²       |
| Leermasse            | 90 kg       |
| Maximale Nutzlast    | 80 kg*      |
| Gesamtmasse          | 170 kg      |
| Tragflächenbelastung | 5,15 kg/m²* |

*= geplante bzw. errechnete Daten, da die Horten Parabel nie geflogen wurde